# ساگا

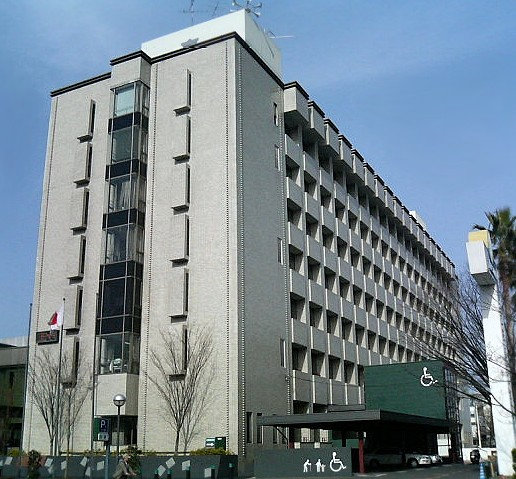
نمایی از شهر ساگا در ژاپن.

ساگا شهری است در کشور ژاپن. این شهر مرکز استان ساگا در جزیره کیوشو است.
جمعیت این شهر در سال ۲۰۰۹ میلادی برابر ۲۳۸۰۰۰ نفر برآورد شده است .